# 가스카베정
가스카베정(粕壁町, 春日部町)은 사이타마현 미나미사이타마군에 존재했던 정이다. 현재의 가스카베시에 해당한다.

## 역사

### 중세
'가스카베'의 표기는 여러 차례 변경되었다. 남북조 시대(14세기)에 신다 요시타다의 가신 가스카베 씨가 이 지역을 영지로 삼은 데서 '카스카베'라는 지명이 생겨났다고 한다.

### 근세
그 후 에도 시대 쇼보 연호(正保年間)(1645년경)에는 가스가와(糟壁), 가스가베(糟ヶ辺)라는 표기가 번갈아 사용되었고, 겐로쿠 연호(元禄年間)(1700년경)에는 가스가와(粕壁), 가스가베(糟壁)라는 한자표기가 메이지(明治) 초 무렵까지 번갈아 사용되었다. 다카하시 지토시(高橋至時)・이노 다다타카(伊能忠敬) 등의 대일본 연해輿地全圖에는 가스가베로 표기되어 있다.

### 현대
메이지 시대에 대구 소구제를 시행한 이후 가스가베라는 한자 표기로 통일된 것으로 보인다. 도부 철도의 카스가베역도 개업 당시부터 1949년까지 가스가베역이라는 한자 표기로 사용되었다.

### 연혁

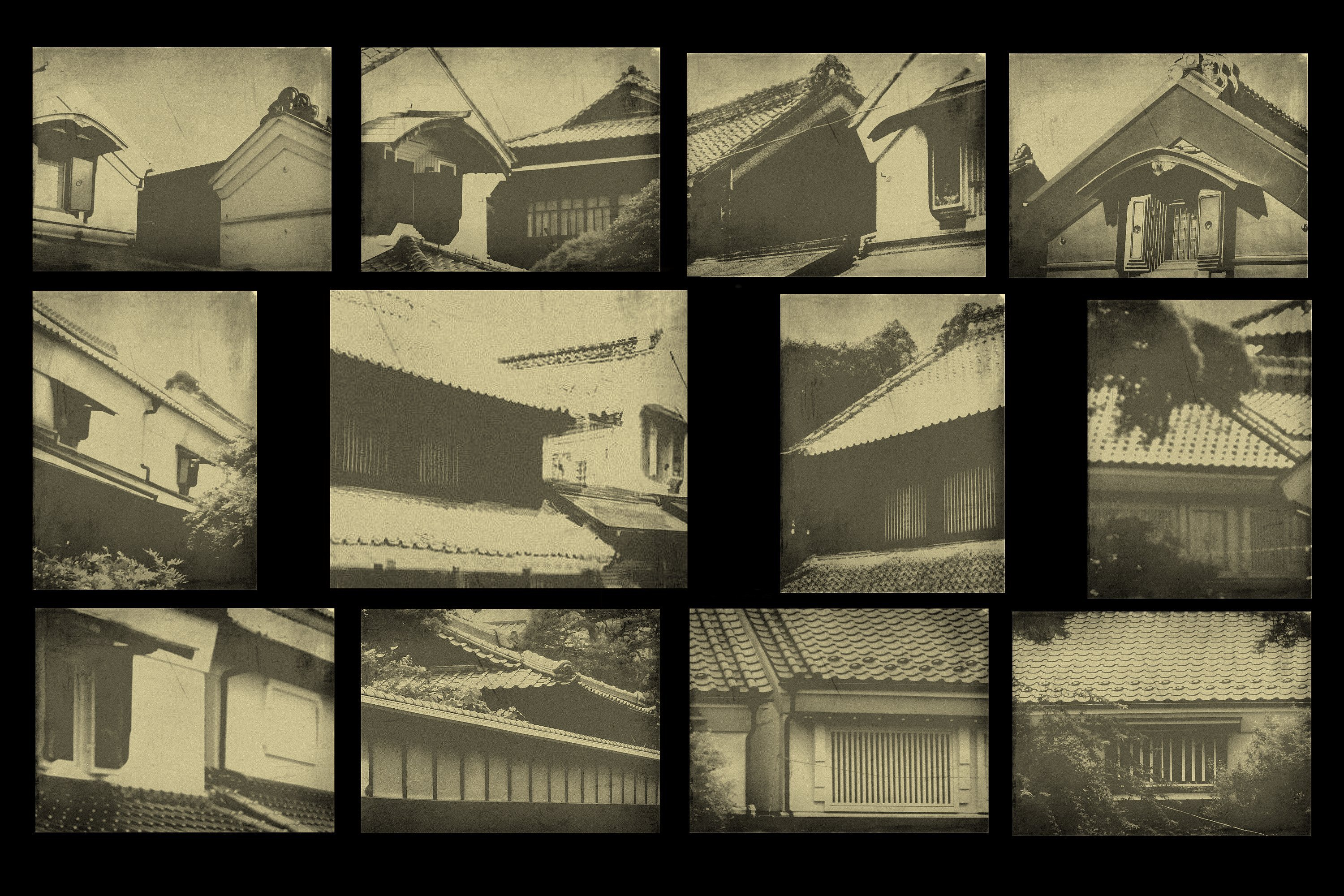
가스카베주쿠

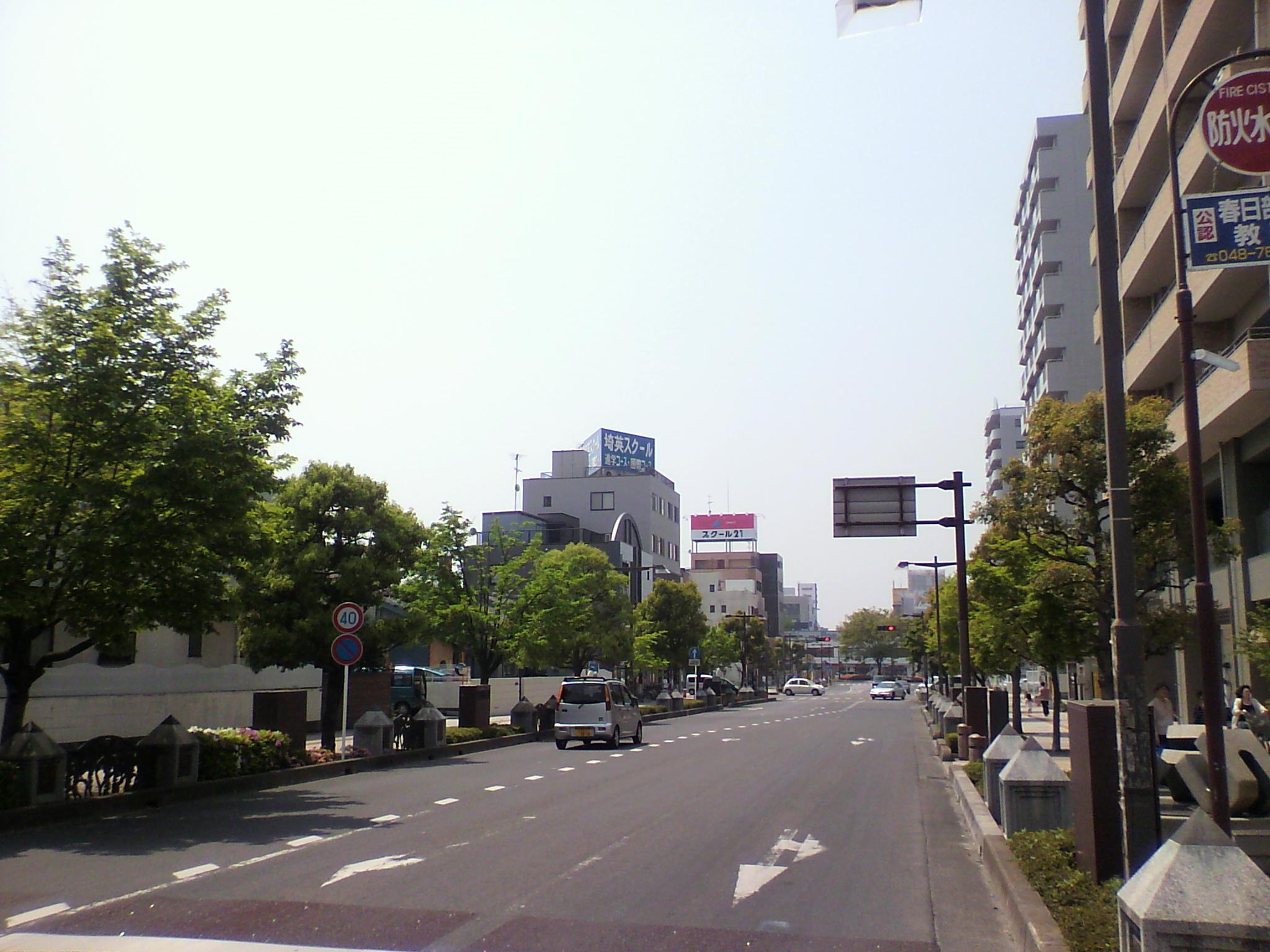
粕壁一丁目

- 1889년 4월 1일 - 정촌제 시행에 수반해 미나미사이타마군 가스카베정(粕壁町)이 성립하였다.
- 1944년 4월 1일 - 우치마키촌과 합병해 가스카베정(春日部町)이 성립하여. 한자 표기가 바뀌었다.
- 1954년 7월 1일 - 가스카베정(春日部町)이 도요하루촌·다케사토촌 및 기타카쓰시카군 고마쓰촌·도요노촌과 합병하여 가스카베시(春日部市)가 성립하였다.

가스가베시의 중심 시가지에 해당한다. 시의 공공시설군(시청, 도서관, 시립병원 등)이 있다. 주거 표시 실시 지역인 가스가베 1초메부터 4초메와 미실시 지역인 가스가베가 위치한다.
최근 급속한 도시화로 인해 과거 역참마을로서의 면모는 희미해졌지만, 당시의 상가가 몇 채 남아 있다. 카스가베역은 '카스가베시 카스가베 1초메'에 있다. 참고로 '카스가베시 카스가베'라고 한자로 표기하는 지명은 존재하지 않는다. 공공시설의 표기는 '가스카베(粕壁)'로 되어 있다.
가스가베라고 불렸던 지역은 현재의 이치노와리 일부에서 중앙 1 - 8초메, 미나미 1 - 3초메의 일부, 가스가베 1 - 4초메, 가스가베 히가시 1 - 6초메, 미도리마치 6초메, 미도리마치 2초메. 미나미사이타마군 가스가베정의 시대(는 위에 열거한 지역이 가스가베초의 구역이다. 위의 지명은 신주쿠, 야기사키, 우치데, 우치야, 가나야, 가나야마, 구사카바, 도이, 가와쿠보, 가와쿠보신타, 마치우라, 마치나미, 우도타나이, 다테누마, 마초바, 하마가와도이다. 미나미사이타마군 우치마키촌과의 합병 후, 구 가스가베정 내의 지명은 지명으로 남았다. 현재는 일부가 야기사키정, 하마가와도 등에 남아 있다.

## 인구
1905년 발간된 『사이타마현 지리 안내』에 따르면, 인구는 약 5900명, 가구 수는 약 1000가구이다.

## 교통

### 철도노선
가스카베정
- 도부철도
  - 이세사키선, 노다선

현대
- 도부철도 가스카베역 (이세사키선, 노다선)
- 도부철도 야기사키역 (노다선)